# 李萌 (1963年)
李萌（1963年—），男，中华人民共和国政治人物，现任国家外国专家局局长，曾任科学技术部副部长。中共十九大、二十大代表，第十四届全国政协委员。

## 生平
1985年毕业于华中农学院，同年进入农业部工作。1998年借调至中共中央财经领导小组办公室工作。2003年9月至2006年5月，任国务院研究室社会发展研究司巡视员。2005年1月至2006年2月，挂职任中共江苏省淮安市委副书记。2006年5月至2009年3月，任国务院研究室社会发展研究司司长。2009年3月，任国务院研究室教科文卫研究司司长。2013年3月，任科学技术部党组成员、秘书长。2014年3月，升任科学技术部副部长。
2021年12月13日，任国家外国专家局局长。2023年3月，当选第十四届全国政协委员、教科卫体委员会委员。2023年6月25日，不再担任科技部副部长职务。